# Stonington (Connecticut)
Stonington – miasto w Stanach Zjednoczonych, w stanie Connecticut, w hrabstwie New London.